# モンペローネ
モンペローネ（伊: Momperone）は、イタリア共和国ピエモンテ州アレッサンドリア県にある、人口約200人の基礎自治体（コムーネ）。

## 地理

### 位置・広がり
| 隣接するコムーネは以下の通り。括弧内のPVはパヴィーア県所属を示す。 - ブリニャーノ＝フラスカータ - カザスコ - チェーチマ (PV) - モンテマルツィーノ - ポッツォール・グロッポ |

### 地震分類
イタリアの地震リスク階級 (it) では、3 に分類される
。

## 行政

### 分離集落
モンペローネには、以下の分離集落（フラツィオーネ）がある。
- Carona, Giarella, Lavasello, Ramata, Ramella, Rivabella, San Giorgio, San Vittore